# 79 км (зупинний пункт, Дніпровська дирекція Придніпровської залізниці)
Платформа 79 км — пасажирський залізничний зупинний пункт Дніпровської дирекції Придніпровської залізниці на електрифікованій лінії Верхівцеве — П'ятихатки, за 6 км на схід від станції П'ятихатки. Розташований неподалік сіл Осикувате та Касинівка Кам'янського району Дніпропетровської області.

## Пасажирське сполучення
Через Платформу 79 км прямують приміські електропоїзди сполучення Дніпро — П'ятихатки, проте не зупиняються. Найближчі зупинні пункті, на яких зупиняються приміські електропоїзди — Платформа 77 км та Касинівка.